# Campeonato Mundial Femenil en Parejas del CMLL
El Campeonato Mundial Femenil en Parejas del CMLL es un campeonato en parejas femenino de lucha libre profesional de la empresa Consejo Mundial de Lucha Libre (CMLL). El campeonato se presentó por primera vez el 16 de septiembre de 2023, donde Stephanie Vaquer & Zeuxis ganaron el combate para coronarse campeonas inaugurales. Las campeonas actuales son Las Chicas Indomables (La Jarochita & Lluvia), quienes se encuentran en su primer reinado en conjunto. 
El campeonato fue creado en 2023 y es uno de los tres campeonatos femeninos en parejas promovidos actualmente por el CMLL; los otros dos son el Campeonato Nacional de Parejas Femenil y el Campeonato de Parejas Femenil de Occidente. Al tratarse de un campeonato de lucha libre profesional, no se gana legítimamente; en cambio, se gana mediante un final escrito de un combate o se otorga a un luchador debido a una rivalidad.

## Historia
El 10 de agosto de 2023, CMLL anunció la cartelera completa para el 90th Aniversario del CMLL, que se llevaría a cabo el 16 de septiembre. En ese evento, Stephanie Vaquer & Zeuxis derrotaron a las Campeonas Nacionales Femeninas en Parejas Las Chicas Indomables (La Jarochita y Lluvia) ser los primeros campeones en la historia del campeonato.

## Campeonas

### Campeonas actuales
Las campeonas actuales son Las Chicas Indomables (La Jarochita & Lluvia), quienes se encuentran en su primer reinado en conjunto. Jarochita y Lluvia ganaron los títulos tras derrotar a Lady Frost & Taya Valkyrie en la final de un torneo el 21 de marzo de 2025 en Homenaje a Dos Leyendas.
Las Chicas Indomables registran hasta el 9 de agosto  de 2025 las siguientes defensas televisadas:

### Lista de campeonas
| N.º | Campeonas                                             | Lucha                    | Lucha                     | Lucha            | Estadísticas | Estadísticas | Notas y referencias                                                                                          |
| N.º | Campeonas                                             | Fecha                    | Evento                    | Ubicación        | Reinado      | Días         | Notas y referencias                                                                                          |
| --- | ----------------------------------------------------- | ------------------------ | ------------------------- | ---------------- | ------------ | ------------ | --- |
| 1   | Stephanie Vaquer (1) & Zeuxis (1)                     | 16 de septiembre de 2023 | 90th Aniversario del CMLL | Ciudad de México | 1            | 298          | Derrotaron a Las Chicas Indomables (La Jarochita & Lluvia) para coronarse como las campeonas inaugurales.    |
| —   | Vacante                                               | 10 de julio de 2024      | —                         | —                | —            | —            | Debido a que la empresa anunció la salida de Vaquer para luego de firmar con la WWE.                         |
| 2   | Lluvia (1) & Tessa Blanchard (1)                      | 6 de agosto de 2024      | Martes de Arena México    | Ciudad de México | 1            | 129          | Derrotaron a Persephone & Zeuxis en la final de un torneo para ganar los títulos.                            |
| —   | Vacante                                               | 13 de diciembre de 2024  | —                         | —                | —            | —            | Debido a que la empresa anunció la salida de Blanchard después de firmar con Total Nonstop Action Wrestling. |
| 3   | Las Chicas Indomables (La Jarochita (1) & Lluvia (2)) | 21 de marzo de 2025      | Homenaje a Dos Leyendas   | Ciudad de México | 1            | 141+         | Derrotaron a Lady Frost & Taya Valkyrie en la final de un torneo para ganar los títulos vacantes.            |

### Total de días como campeonas
La siguiente lista muestra el total de días que un equipo o una luchadora ha poseído el campeonato, si se suman todos los reinados que posee. 

#### Por equipos
A la fecha del 9 de agosto de 2025.
| + | Indica el campeón actual |

| N.º | Equipo                                        | Reinados | Total de días |
| --- | --------------------------------------------- | -------- | ------------- |
| 1   | Stephanie Vaquer & Zeuxis                     | 1        | 298           |
| 2   | Las Chicas Indomables (La Jarochita & Lluvia) | 1        | 141+          |
| 3   | Lluvia & Tessa Blanchard                      | 1        | 129           |

#### Por luchadora
A la fecha del 9 de agosto de 2025.
| + | Indica el campeón actual |

| N.º | Campeona         | Reinados | Total de días |
| --- | ---------------- | -------- | ------------- |
| 1   | Stephanie Vaquer | 1        | 298           |
| 1   | Zeuxis           | 1        | 298           |
| 3   | Lluvia           | 2        | 270+          |
| 4   | La Jarochita     | 1        | 141+          |
| 5   | Tessa Blanchard  | 1        | 129           |

### Mayor cantidad de reinados

#### Por luchadora
| Reinados | Luchadora (s) |
| -------- | ------------- |
| 2 veces  | Lluvia        |